# Robert Evans (astronome)
Pour les articles homonymes, voir Robert Evans.
Robert Owen Evans, né le 20 février 1937 à Sydney en Australie et mort le 8 novembre 2022, est un pasteur de l'Église Unificatrice en Australie et un astronome amateur qui détient le record de découvertes par simple observation de supernovas (40).

## Biographie
Diplômé de l'Université de Sydney, avec pour matières principales la philosophie et l'histoire contemporaine, Evans vient d'une famille religieuse, élevé pour devenir un pasteur méthodiste et ordonné par la Conférence New South Wales en 1967. Il servit comme pasteur itinérant jusqu'à sa retraite en 1998.
Evans commença à chasser les supernovas vers 1955, mais son premier instrument adéquat fut un Télescope de Newton de 25 cm (10 inch) qu'il assembla lui-même vers 1968. Il fit sa première découverte de supernova en 1981 et en trouva neuf de plus en utilisant de plus larges télescopes. Vivant en Nouvelle-Galles du Sud, il utilisa son propre télescope de 40 cm (16 inch). Et du début de l'année 1995 au milieu de l'année 1997, il eut un accès limité au télescope de 103 cm (40 inch) de l'Observatoire de Siding Spring. Il put ainsi l'utiliser environ 110 nuits, dont la moitié convenait à l'observation. Il put ainsi observer 10 000 galaxies, découvrir par observation trois nouvelles supernovas, et quatre autres prises en photographie à l'observatoire.
Une supernova trouvée par Evans en 1983 dans la galaxie Messier 83 longtemps avant qu'elle n'atteigne son pic fut aussi une découverte d'un nouveau type original de supernovae, appelée plus tard Type 1c.
En 1985, il reçut l'Amateur Achievement Award de l'Astronomical Society of the Pacific pour ses découvertes et observations de supernovas.
Le nombre de supernovas découvertes par observation par Evans s'élevait à 33 en 2001 et le chiffre grimpa à 40 plus l'observation d'une comète fin 2005, concurrençant ainsi les télescopes automatiques de plus en plus efficients. En 2005, Evans n'utilisait presque exclusivement que son propre télescope Dobsonien. Cette année-là, il fit une observation étalée sur plus de 77 nuits, dans une période de 107 heures et 30 minutes, de près de 6 824 galaxies. Durant ce temps, il trouva quatre supernovas, trois avaient été déjà découvertes, mais la quatrième, SN 2005df, était la troisième supernova découvertes située dans NGC 1559 (après SN 1984J et SN 1986L) faisant de celle-ci sa 40e découverte. C'est seulement dans les années 90 que les télescopes automatisés purent enfin atteindre la même efficacité et vitesse, comme le télescope Katzman Automatic Imaging. 
Dans son livre Un anthropologiste sur Mars (anthropologue), Oliver Sacks qualifia Evans de savant autiste pour sa capacité surnaturelle à mémoriser les panoramas de la voûte céleste et les positions de près de 1500 galaxies, tout en sachant détecter des changements dans celles-ci par simple observation. Dans une interview, Evans expliqua qu'il était capable « d'observer 50 galaxies en une heure quand elles étaient répandues dans le ciel, et 120 dans la constellation de Virgo ». Evans est aussi cité dans le livre Une histoire de tout, ou presque ... de Bill Bryson qui le cite : « il y a quelque chose de satisfaisant, je pense, à l'idée que la lumière voyageant depuis des millions d'années à travers l'espace et au moment opportun quand elle arrive sur terre, quelqu'un regarde à l'endroit précis du ciel et la voie. Cela me semble tout à fait juste qu'un événement de cette ampleur ait un témoin. »
En 2005, Evans démissionna de son poste de président du Comité de Recherche de Supernovae de l'association américaine des observateurs d'étoile AAVSO où il exerça pendant près de deux décennies. Il est l'auteur de nombreux livres sur l'histoire religieuse et parmi de nombreuses autres récompenses, il reçut la médaille d'honneur d'Australie pour ses contributions à la science.
Evans vit à Hazelbrook, en Australie où il écrit des livres et continue de chasser les supernovas avec son télescope de 31 cm (12 inch) dans la véranda. Il a laissé tomber l'encombrant télescope de 40 cm de ses débuts car il ne pouvait l'installer dans son jardin.